# Resolució 2064 del Consell de Seguretat de les Nacions Unides
La Resolució 2064 del Consell de Seguretat de les Nacions Unides fou adoptada per unanimitat el 30 d'agost de 2012. Després de recordar les resolucions anteriors sobre Israel i el Líban, incloses les resolucions 425 (1978), 426 (1978), 1559 (2004), 1680 (2006), 1701 (2006), 1773 (2007), 1832 (2008) i 1884 (2009), el Consell va ampliar el mandat de la Força Provisional de les Nacions Unides al Líban (UNIFIL) durant altres dotze mesos fins al 31 d'agost de 2013. El Secretari General va preveure un pressupost de 418 milions d'euros per al període juliol 2012-2013.

## Detalls
El Consell de Seguretat va instar a totes les parts a aplicar plenament la resolució 1701 i reafirmar seu el compromís a aquest respecte. També va subratllar el ple compliment de l'embargament d'armes en la resolució 1701 i va demanar a totes les parts que respectessin la Línia Blava i ajudessin a fer-la clarament visible.
El Consell va demanar a totes les parts implicades que respectessin el cessament d'hostilitats, a no violar la Línia Blava i cooperar amb l'ONU i la UNIFIL, alhora que instava al govern d'Israel a retirar immediatament les seves forces del nord de Ghajar.